# Шуица (Томиславград)
Шуица (често се употребљава и назив Шујица) је насељено мјесто у општини Томиславград, Федерација Босне и Херцеговине, БиХ.

## Географски положај
Налази се на путу Ливно — Купрес, јужно од превоја Малован, који води до Купрешког поља. Кроз насеље протиче понорница Шуица.

## Становништво
| Националност       | 1991.          | 1981.          | 1971.          |
| Хрвати             | 1.313 (90,80%) | 1.345 (90,81%) | 1.365 (90,87%) |
| Муслимани          | 119 (8,22%)    | 123 (8,30%)    | 121 (8,05%)    |
| Срби               | 2 (0,13%)      | 3 (0,20%)      | 12 (0,79%)     |
| Југословени        | 3 (0,20%)      | 6 (0,40%)      | 0              |
| остали и непознато | 9 (0,62%)      | 4 (0,27%)      | 4 (0,26%)      |
| Укупно             | 1.446          | 1.481          | 1.502          |